# Dějiny slovenštiny
Tento článek se zabývá dějinami slovenštiny.

## Do 10. století

### Vývoj praslovanského základu
Z výzkumu praslovanských reziduí (jevů, které se zachovaly v nářečích slovenštiny z praslovanského období až do současné podoby) vyplývá, že praslovanský základ slovenštiny byl rozdělený na:
- západoslovanský
- nezápadoslovanský

V oblasti západoslovenských a východoslovenských nářečí se vyskytují praslovanská rezidua západoslovanského původu. Jedním z nejstarších takových jevů je například zachované praslovanské dl a tl (sadlo, nářečně i sallo, ometlo), dále rot-, lot- z praslovanského ort-, olt- pod cirkumflexem (rožen, loket nebo lokec) a š se nahrazuje místo praslovanského ch' (např. ve tvaru Češi a podobně).
V oblasti středoslovenských nářečí těmto prastarým jevům odpovídají praslovanská rezidua původu nezápadoslovanského: praslovanské dl, tl je zde nahrazeno za l (salo, omelo), místo praslovanského ort-, olt- pod cirkumflexem se zde vyskytuje rat, lat- (ražeň, lakeť) a praslovanské ch' je nahrazeno hláskou s (Česi, žeňísi). Vznik odlišnosti praslovanského základu slovenštiny se v jeho starší fázi vývinu vykládal různě. Někteří badatelé se domnívali, že středoslovenské zvláštnosti jsou mladšího původu, to znamená, že vznikly až samostatným vývinem středoslovenských nářečí nebo historickým přesídlením části jihoslovanského etnika, jiní předpokládali, že jde o starší "jihoslavismy", které pronikly již do praslovanského základu slovenštiny ze sousední jihoslovanské oblasti. Nejvíce pravděpodobný je ale výklad, který se opírá o myšlenku, že starší odlišnosti praslovanského základu slovenštiny souvisí s velkou staroslovanskou migrací v 5. – 6. století. Větší koncentrace praslovanských reziduí západoslovanského původu v západní a východní části slovenštiny svědčí, že tyto oblasti byly osídleny od severu, tzn. z praslovanského zakarpatského západního makrodialektu. Koncentrace praslovanských reziduí nezápadoslovanského původu v centrální části slovenštiny umožňuje zase předpokládat, že tato oblast byla osídlena od jihu a od jihovýchodu, čili bočními výběžky hlavního osidlovacího proudu, který směřoval z praslovanského zakarpatského východního makrodialektu do balkánských a alpských oblastí. Tato teorie má oporu i v tom, že podobné směry staroslovanského osidlování v poslední době předpokládají i někteří archeologové.
V mladším období (v 8. - 9. století) vývin praslovanského základu slovenštiny v zásadě pokračoval v genetické linii. Byl však složitější a měl výraznější dialektické rysy. Vedle dalších diferenčních jevů vznikaly totiž i jevy integrační, které přesahovaly centrální část praslovanského základu slovenštiny zejména směrem na západ. Mezi takové integrační jevy patří například počáteční i- místo praslovanského jь- (porovnejte slovenské ihla a české jehla), vznik slabičného r a l (slovenské krv oproti českému krev), zachována koncovka -omь v sedmém pádu singuláru mužského rodu (porovnejte tvary chlapom a chlapem) a jiné. Mezi mladší praslovanské integrační jevy patří i jevy západoslovanského původu, které vznikly v celém praslovanském základě slovenštiny, včetně jeho centrální části. Takové byly například hlásky dz a c, kterými bylo nahrazeno praslovanské dj, tj a kt (medza, svieca, noc), praslovanské kv- a gv- bylo zachováno (kvet, hviezda, v ruštině cvet, zvezda) a jiné. Vznik těchto mladších praslovanských integračních jevů v praslovanském základě slovenštiny lze vysvětlit jako výsledek tendencí k integraci jazyka na mateřském území Velké Moravy, které souvisely s integračními tendencemi v hospodářském a společenském životě předvelkomoravských a velkomoravských Slovanů. Jak je známo, tento vývoj se projevil ve vzniku Moravského a Nitranského knížectví a později velkomoravského státu. Rekonstruovaný jazyk velkomoravského etnika (9. století), členěný na jisté nářečí, ale reprezentován stejnou kulturní podobou, lze považovat za základ slovenštiny.
Ve vývinu praslovanského základu slovenštiny se jednota diferenčního a integračního jevu projevila i v jeho poslední fázi v 10. století. Například v západní a východní části slovenštiny se uskutečnila vokalizace silných jerů západoslovanského typu (ъ → e, ь → 'e), ale v její centrální části proběhla vokalizace jerů nezápadoslovanského typu (ъ > o, ь >' e). Kontrakce se však v celém praslovanském základě neprovedla jednotně ve stejnou dobu. V západní a východní části z praslovanského tvaru instrumentálu singuláru ženského rodu dobrojg vznikl kontrakcí tvar dobrg a z něj dnešní tvar dobrú, to znamená, že kontrakce se zde uskutečnila před denazalizací. V centrální části vznikl z praslovanského tvaru dobrojg tvar dobroju a až z něj dnešní tvar dobrú, takže zde se nejdříve provedla denazalizace a až pak kontrakce. Zdá se však, že zánik praslovanských nosových hlásek ve staré slovenštině probíhal jednotně, a to asi v 1. polovině 10. století (ǫ > ų > u, ę > ą̈ > ä). Z integračních změn bylo důležité ustálení hlásek dz : z za praslovanské dj : g' (porovnejte medza : víťaz). V češtině už v 10. století za praslovanské dj bylo z (v staročeštině meźě, vítěź), v polštině je dz dodnes (miedza, zwycięzca). Integrační charakter měl i vznik krátkosti za původní akut v případech typu vrana, sila (v češtině vrána, síla).
Po změnách v 10. století, kdy se praslovanská stavba slabik zcela rozpadla a v souvislosti s tím se začalo měnit časování i skloňování, slovenština se začala vyvíjet samostatně jako ostatně i jiné západoslovanské jazyky.

### Prehistorické období kultivování slovenštiny
Kultivováním se myslí zdokonalování komunikačních schopností jazyka v rozličných historických podmínkách na úroveň, kdy může v náročnějším kulturním a společenském prostředí plnit úkony, které přesahovaly požadavky běžné komunikace.
V prehistorickém období dějin kultivování slovenského jazyka patří významné místo období Velké Moravy (zhruba do začátku 10. století). Novější výzkumy ukazují, že na Velké Moravě v době působení byzantské misie se ve vyšším společenském a kulturním prostředí používaly dvě různé kulturní formy jazyků - staroslověnština a kulturní forma domácího jazyka.
Staroslověnština byla vyspělý kulturní jazyk, který používali členové byzantské mise pozvaní na Velkou Moravu knížetem Rostislavem. Na Velkou Moravu si tento jazyk přinesli ze své vlasti. Z etnického hlediska to byl jazyk jihoslovanského původu. Vznikl v prostředí slovanských vzdělanců bydlících v Soluni a v jejím okolí. Ještě před odjezdem na Velkou Moravu Konstantin sestavil zvláštní písmo - hlaholici, kterou současně psali staroslověnské překlady nejpotřebnějších liturgických textů. Na Velké Moravě se staroslověnština dále rozvíjela. Kromě dalších pastoračních textů do ní přeložili i světské texty (například právní spis Zákon sudnyj ljudem), dokonce ji použili i na vlastní literární tvorbu (známé jsou například legendy Život Konstantinův a Život Metodějův). V původní podobě se staroslověnština nezachovala, známe ji však ze starších opisů, které vznikly ještě ve velkomoravském prostředí nebo po odchodu spolupracovníků Konstantina a Metoděje z Velké Moravy v prostředí bulharsko-makedonském, staroruském, českém nebo jinde.
Kulturní forma domácího jazyka na Velké Moravě se formovala zejména v dvorském a vzdělaneckém prostředí. Na velkomoravském panovnickém dvoře a na knížecích dvorech se řeč kultivovala zejména v souvislosti s vedením státu, zahraniční diplomacií a podobně. Některé zachované staroslověnské opisy naznačují, že ve dvorském prostředí se rozvíjel diplomatický, řečnický, respektive jednací styl.
Ve vzdělaneckém prostředí se uplatňovaly pastorační a literární styly. O existenci a podobě kulturní formy domácího jazyka na Velké Moravě podávají svědectví hláskové, gramatické a lexikální velkomoravismy v zachovalých staroslověnských památkách. Z nich nejdůležitější je hlaholská památka - Kyjevské listy. Památka se pokládá za včasný opis, který vznikl na velkomoravské půdě někdy na rozhraní 9. - 10. století. Vyskytuje se v ní několik západoslovanských jevů, které do textu mohly proniknout jen z jazyka velkomoravských vzdělanců. Takové je například šč místo praslovanského sk, c místo praslovanského tj, a možná dz za praslovanské dj (zapsané hlaholským grafémem pro ž), koncovka -ъmь v instrumentálu singuláru mužského rodu, několik lexikálních nebo terminologických velkomoravismů a podobně. Stopy po domácím kulturním jazyku se v této hlaholské památce vyskytují systematicky, právě tak jako jevy staroslověnštiny (například epentetické ľ, 1 za praslovanské dl, tl a další). Z toho vyplývá, že hlaholský text zachovaného opisu Kyjevských listy prezentuje velkomoravskou variantu původní staroslověnštiny.
O existenci kulturní formy domácího jazyka na Velké Moravě podávají svědectví i starobylé lexikální europeismy, které se pořád vyskytují ve slovenštině a v češtině (ve slovenštině např. kmeť, koľada, skriňa, kniha), stejně jako i dobová slova terminologické povahy ustálené ve staré slovenské toponymii z 11. - 12. století (například dvor, dvorec, kráľ, kostol, mučeník, štitár, hrnčiar, zlatník, otrok s doklady Duor 1156, Dorz 1113, Crali 1113, Mussenic 1113, Scitar 1113, Grinchar 1113, Zaltinc 1156, Otroč 1156).
Kulturní forma domácího jazyka na Velké Moravě etnicky souvisela se společensky a kulturně exponovanými velkomoravskými nářečími. Taková nářečí byla v oblasti střední a dolní Moravy, v oblasti Nitry a Ostřihomi. Archeologie zde odkryla knížecí a církevní stavby a listinné prameny, které dosvědčují kult Klimenta, patrona byzantské mise, například při Nitre v obci s charakteristickým historickým názvem Mučeník (s dokladem Mussenic 1113, dnes Močenok).
Odchod byzantské mise z Velké Moravy po Metodějově smrti (885), náhlý pád Velkomoravské říše na počátku 10. století a upevnění nadvlády staromaďarské vládnoucí vrstvy nad Slovenskem v první polovině 11. století, to vše rozhodlo, že započatý rozvoj staroslověnského i domácího písemnictví a nové kultury se na území Slovenska natrvalo zastavil. Ale reminiscence na velkomoravské období a stejně i cyrilometodějská idea příznivě působily v nejtěžších etapách slovenských národních dějin.

## 11. až 18. století

### Gramatika, fonetika a lexika staré slovenštiny

#### Fonologie
Ve vývinu fonologického systému a realizace jeho fonetické podoby se ve staré slovenštině výrazně projevila zejména tendence k zjednodušení a současně k symetrizování dílčích struktur.
Po změnách v 10. století měla stará slovenština samohlásky a - ä, o - e, ě, u - i, y, které mohly být jak krátké, tak i dlouhé. V krátkém vokalismu začalo nejdříve zanikat ä. V západní slovenštině zpravidla splynulo s a (pata), ve východní slovenštině s e (peta). Ve střední slovenštině se původní ä (nahrazující praslovanské ę) zachovalo po labiálních souhláskách (päta, mäso, žriebä, vädnúť), po jiných souhláskách se změnilo na a (ťahať, rad atd. ). Téměř v celé slovenštině staré ě splynulo s e a původní y s i. Jen v části jihovýchodní střední slovenštiny se uskutečnila změna y > e (z původního ryby je zde rebe a podobně).
Ze změn v dlouhém vokalismu staré slovenštiny byla důležitá diftongizace a po ní následující monoftongizace. Diftongizace neprobíhala rovnoměrně. V záhorské oblasti proběhla diftongizace ó > uo, é > ie, ale diftongy zde zakrátko zanikly monoftongizací uo > ú, ie > í (kúň, bílí). V ostatních částech jihozápadní slovenštiny vznikl jen diftong ie, který buď zanikl monoftongizací (v okolí Trnavy a Hlohovce je bílí) nebo rozkladem ie > jé (v okolí Piešťan je bjélí). V severní západní slovenštině proběhla diftongizace é > í, ó > uo. I přesto se ani zde diftongy neudržely, zanikly rozkladem ie > je, uo > ve nebo ie > jé, uo> vó (je zde bjelí, kvoň nebo bjélí, kvóň). V podobném rozsahu se diftongizace realizovala i ve větší části východní slovenštiny. Zde však diftongy zanikly monoftongizací ie > í, uo> ú a výsledky v čase všeobecné ztráty kvantity se zkrátily (dnes je zde kuň, bili). Ani v oblasti rozšíření střední slovenštiny diftongizace neprobíhala rovnoměrně. V severozápadní části se uskutečnila diftongizace ó > uo, é > ie a diftongy se dodnes zachovaly (kuoň, bieli). Zachování diftongů bylo příčinou vzniku diftongu ia z původního dlouhého ä (a̋) (asi v 15. století). Nakonec v koncovkách zde analogicky podle jiných tvarů vznikl i diftong iu (například tvar vlčiu vznikl podle tvarů vlčia, vlčie a podobně). V gemerských nářečích se diftongy vyvíjely dále následujícími změnami uo > ua, ie > ia. Původní dlouhé a̋ se nediftongizovalo (je zde kuaň, biali, ale pa̋tok). V části novohradských nářečí se původní dlouhé samohlásky ó a é v zavřené realizaci zachovaly, ale vznikly zde klesavé diftongy změnami a̋ > ei, ý > ei (dnes kóň, béda, ale peitok, peitaťi). Původní dlouhé ó, é, respektive zavřené o, e se zachovaly i v části východoslovenských sotáckých nářečí.
I vývin konsonantismu staré slovenštiny charakterizovala tendence k redukci konsonantických fonémů, respektive k jejich realizaci a současně ke kompletaci (symetrizaci) dílčích struktur. Redukcí byla nejvíce zasažena měkkostní konsonantická korelace, tj. soubor měkkostních párů b - b́, p - ṕ, m - ḿ, v - v́, d - ď, t - ť, n - ń, l - ľ, r - r̕, s - ś, z - ź, který se v staré slovenštině konstituoval hned po zániku jerů. V jižní části západní slovenštiny po asibilaci ď > dz, ť > ć měkké souhlásky zanikly (zachovalo se pouze ň namísto praslovanského nj v záhorských nářečích). V severní části západní slovenštiny se po asibilaci ď > dź > dz, ť> ć> c zachovaly jen páry n - ň, l - ľ. Ve východní slovenštině se po asibilaci ď > dź > dz, ť > ć > c kromě párů n - ň, l - ľ zachovaly i páry s - ś a z - ź. V sotáckých nářečích se původní měkkostní konsonantická korelace zachovala dodnes a po asibilaci vznikly páry dz - dź, c - ć. Ve střední slovenštině se původní měkkostní konsonantická korelace rozpadávala nejednotně. Nejdříve začala zanikat v její severozápadní části. Zde se zachovaly pouze páry d - ď, t - ť, n - ň, l - ľ. Místy zejména vlivem starších i mladších německých kolonizací ztratili měkkost i souhlásky ď, ť, ň, ľ, respektive zachovaly se v nepůvodního rozsahu. V jihovýchodní části původní měkkostní konsonantická korelace přetrvávala až do 15. století. V této oblasti nastala v 12. století i změna ky, gy, chy > k̕i, g̕i, ch̕i (porovnejte rebe, ale kivaťi, chiba, hinúťi), která je známá také v jiných slovanských jazycích se starší měkkostní konsonantickou korelací (například v ruštině). Asi v průběhu 15. století se i zde původní měkkostní konsonantická korelace rozpadla a ustálily se pouze páry d - ď, t - ť, n - ň, l - ľ. V části gemerské oblasti se výskyt měkkých souhlásek ď, ť, ň, redukoval vlivem německé, respektive valašské kolonizace (nydäleko Kämenäny, dyte [dítě], vela̋ [hodně]), případně změnami ď > dž (ďź), ť > č (ťś), které se vyslovují jako chorvatské đ a ć (místy se dodnes vyskytují slova jako radošć, ćicho a podobně).
Mezi starší, výraznější změny v slovenštině patří změna g > ɣ > h, která je známá také v češtině, hornolužické srbštině, ba i v ukrajinštině, běloruštině a v části ruských nářečí. Ve slovenštině se uskutečnila v 12. století. Pro slovenštinu je charakteristické, že se původní g zachovalo ve skupině zg (porovnejte rázga, mozgy). Zachování g v této skupině umožnilo pak pronikat do konsonantismu staré slovenštiny novému g, zejména prostřednictvím převzatých slov. Tak se zkompletoval systém velárních souhlásek (ze staršího systému k - g : ch vznikl systém k - g : ch - h), který se ve slovenštině zachoval dodnes. Podobně nové dž, které vzniklo již v rané fázi vývinu slovenštiny, zkompletovalo zase systém sykavek. Ze systému sykavek dz - c : č vznikl systém dz - dž : c - č, respektive dz - c : dž - č. Ze změn sykavek ve staré slovenštině na sebe upozorňuje změna č> š̕, š v gemerské oblasti.
Několik důležitých hláskových změn ve staré slovenštině nastalo na rozhraní morfémů a slov. Z nich je důležitá zejména znělostní neutralizace (znělostní asimilace). Její počátky sahají asi do 13. století. V slovenštině se znělostní neutralizace pozičně realizovala důsledně, to znamená, že před párovými i nepárovými znělými (tedy i před m, n, l, r, j) i neznělými. Pouze neutralizace v > f se nerealizovala důsledně. Ve střední slovenštině se například vyskytuje pouze na začátku slov (je zde ftom, ale speu, sľiuka). Jinou důležitou změnou na rozhraní morfémů a slov bylo zjednodušení starších zdvojených souhlásek. Například ve střední slovenštině slova mäkí, rosipať, oca vznikly ze slov mäkkí, rossipať, occa (původně mäkký, rozsypati, otca) a podobně. Původní tvar se zachoval v oblasti Pováží (je zde makkí, rossipat, occa). Zde vznikly nové zdvojené souhlásky (například šilla, jenna pocházející ze slov šidlo, jedna a jiné).
Po zániku jerů se podstatně změnila struktura slabiky. Kromě otevřených slabik (typ doma) se mohly vyskytovat i slabiky zavřené (typ dom z praslovanského * domъ). Nové otevřené i zavřené slabiky vznikaly odstraňováním skupin sonorních hlásek a konsonantů na začátku a na konci slov a tvarů. Spojení sonor a konsonantů na začátku slov se odstraňovaly předsazením nebo vkládáním samohlásek, takže vznikaly zavřené i otevřené slabiky (ortuť, lehota pochází ze starších výrazů rtuť, ľhota, respektive ľgota). Ze skupin konsonantů a sonor na konci slov a tvarů zpravidla vznikaly uzavřené slabiky (z původního vétr, blázn, mysľ se stal vietor, blázon, myseľ, v nářečí blázen, veter). Na většině území staré slovenštiny se zachovala starší struktura slabiky se slabičným r̥, l̥, které mohlo být jak krátké, tak i dlouhé. Ve východní slovenštině slabičné r̥, l̥ zaniklo (porovnejte verba, śmerc, tvardi s vŕba, smrť, tvrdý).
Nakonec v mladším období vývinu slovenštiny se změnil poměr mezi krátkými a dlouhými, respektive přízvučnými a nepřízvučnými slabikami. V západní slovenštině se dlouhé slabiky v zásadě zachovaly. Přízvuk je nevýrazný a bývá na první slabice slova. Ve střední slovenštině se dlouhé slabiky působením rytmického krácení zredukovaly. Kromě méně výrazného přízvuku na první slabice slova se zde vyskytuje i přízvuk na předposlední slabice, zpravidla doprovázen tónem odlišné intenzity. Ve východní slovenštině se po všeobecné ztrátě kvantity ustálily jen krátké slabiky. Současně se však na předposlední slabice ustálil výrazný přízvuk. Podobně se kvantita a přízvuk vyvíjely v sousední polštině.

#### Morfologie
Po základních změnách v 10. století prošlo složitým vývinem i tvarosloví slovenštiny. Většina gramatických kategorií zděděných z praslovanštiny se již ve starším období vývinu slovenštiny natrvalo ustálila (rod, pád, osoba atd.), některé však zanikly (například duál), jiné ztratily původní formální vyjádření (minulý čas). Důležitá byla změna kritéria členění hmotných paradigmat. Zatímco v praslovanštině takovým kritériem bylo původní kmenové zakončení substantiv (byly o- kmeny, jo- kmeny, a- kmeny, ja- kmeny, i- kmeny atd.), Po 10. století kritériem členění hmotných paradigmat se stala gramatická kategorie rodu. Tato změna způsobila značnou redukci původních paradigmat, protože paradigma stejného rodu, zděděné z praslovanštiny začala splývat. Z dnešních paradigmat mužského rodu takto vzniklo například paradigma chlap. Některé její tvary jsou původní o- kmenové tvary (genitiv singuláru), jiné jsou u- kmenové tvary (dativ singuláru chlapovi). To znamená, že vznikla splynutím praslovanského o- kmenového a u- kmenového paradigmatu. Paradigma hrdina (v praslovanštině a- kmen) vzniklo zase splynutím s novým paradigmatem chlap atd. Paradigmata ženského rodu se sbližovala zejména v plurálu. Například tvary kostiam, kostiach vznikly podle tvarů uliciam, uliciach (původně kosťem, kosťech). Paradigmata středního rodu si v singuláru zpravidla zachovala svůj původní stav, v plurálu se však sblížila s paradigmaty ženského rodu (porovnejte mestám, mestách se staršími tvary mestóm, mesťéch). Skloňování souhláskových kmenů zděděné z praslovanštiny (byly r- kmeny, n- kmeny, s- kmeny a nt- kmeny) se již ve starším období vývinu slovenštiny rozpadlo. Stopy po něm zůstaly jen v singuláru skloňování substantiva mať (matere, materi atd.). Změny ve vnitřní stavbě paradigmat vyvolalo i výraznější uplatňování gramatické kategorie životnosti a neživotnosti. Projevily se zejména ve vyrovnávání tvarů genitivu a akuzativu při životných substantivech mužského rodu v singuláru, ale i v plurálu a ve vyrovnávání tvarů nominativu a akuzativu při neživotných substantivech mužského rodu.
Zvláštní vývin probíhal ve střední slovenštině. Zde se ustálila starší gramatická kategorie mužské osoby. Formálně se tato zvláštnost projevila tak, že tvary genitivu a akuzativu se v singuláru a plurálu vyrovnaly jen v skloňování substantivů označujících mužské osoby (tvar chlapov je v genitivu i v akuzativu plurálu), no ve skloňování substantiv mužského rodu, které neoznačovaly mužské osoby, se v plurálu vyrovnaly tvary nominativu a akuzativu (tvar zajace je tvarem nominativu i akuzativu plurálu).
Ve východní slovenštině vznikla jiná zvláštnost. Zde se v plurálu v nepřímých pádech ustálily stejné koncovky pro všechny rody (například genitiv, akuzativ a lokál je chlopoch, ženoch, dzecoch, dativ chlopom, ženom, dzecom, v zemplínském nářečí chlopov, ženov, dzecov). Pozornost si nakonec zasluhuje sblížení skloňování substantiv zakončených na -ka, -ga (-ha), -cha, respektive -k, -g (-h), -CH s měkkými vzory v části jihovýchodní střední slovenštiny (například za původní ruka, ruky, ruce je tady ruka, ruke, rukí, tzn. stejně jako ulica, ulice, ulici).
Ve starším období vývinu slovenštiny se zredukovalo i skloňování přídavného jména. Uplatnilo se pouze původní složené skloňování, pravda, v podobě, v jaké vzniklo po kontrakci. Staré, jmenné skloňování adjektiv ve slovenštině zaniklo. Zachovaly se po něm jen stopy (například vinen, hoden, otcov, otcova, otcovo, z čista jasna a jiné). Nejvíce změn ve složeném skloňování přídavných jmen se uskutečnilo ve střední slovenštině. Zde již po kontrakci vznikl zvláštní tvar pro singulár středního rodu (porovnejte dobruo a tvar dobré v západní slovenštině). V historickém období se v lokálu singuláru ustálila koncovka -om podle záměnného tvaru tom, v jižní části vznikly novotvary dobrího, dobrímu, zřejmě podle nominativu singuláru dobrí (místy je dobriho, dobrimu). Novými tvary jsou i tvary přivlastňovacích adjektiv otcovho, otcovmu (porovnejte i môjho, môjmu). Zájmena si v zásadě starší skloňování zachovaly. Výraznější změna nastala v plurálu ukazovacích zájmen. Starší tvary ťech, ťem (pořád se vyskytují v češtině, ruštině a i v jiných jazycích) byly vytlačeny tvary tých, tým, které vznikly podle tvarů adjektiv.
Podstatnější změny nastaly v skloňování číslovek. Například číslovka jeden ztratila původní zájmenné skloňování a nabyla adjektivní skloňování (tvary jedného, jednému nahradily starší tvary jednoho, jednomu). Mladšího původu je i skloňování číslovek dva, tri, štyri (například tvary dvoch, dvom, dvoma nahradily starší tvary dvú, dvěma atd.). Dnešní skloňování číslovek päť až desať vzniklo pod vlivem skloňování adjektiv a zájmen (například z i-kmenového tvaru pa̋ti (s dlouhým a̋) tvary piatich, piatim).
Redukce měla rozhodující roli i při vývinu slovesných paradigmat. V raném stádiu byla v slovenštině složitá soustava paradigmat atematických a tematických sloves, paradigmat minulého času a příčestí. Většina atematických sloves (dať, vedieť, jesť, mať) již ve starším období vývinu slovenštiny původní časování ztratila a přiklonila se k paradigmatům tematických sloves (například starší tvary dasi, dast jsou nahrazeny tvary dáš, dá podle voláš, volá). Staré atematické časování si zachovalo pouze sloveso byť (porovnejte som, si, jest, je s praslovanským jesmь, jesi, jestъ). V časování přítomného času se uskutečnilo jen málo změn. Nová je koncovka -m v 1. osobě singuláru v tematických slovesech. Pronikla z atematických sloves a vytlačila původní koncovku -u (porovnejte české vedu, beru a slovenské vediem, beriem). Ve 3. osobě singuláru i plurálu zanikla koncovka -t (porovnejte slovenské vedú a ruské vedut). Z paradigmat minulého času se uplatnilo pouze paradigma perfekta, po zániku komponentu je v singuláru a jsou v plurálu (byly například tvary robil je, robili sú).
Stará paradigmata aoristů, imperfekta a pluskvamperfekta se rozpadla už ve starším období vývinu slovenštiny. Stopami po aoristu jsou například tvary bych, by v podmiňovacím způsobu, respektive koncové -ch v nářečních tvarech typu volalach (tzn. volala som). Tvary pluskvamperfekta typu bol som robil jsou novější (za praslovanské běachъ robilъ bylo by běch robil). Na vyjádření budoucího času nedokonavých sloves se ustálil složený tvar typu budem robiť. Dnešní paradigma podmiňovacího způsobu vznikla ze staršího složeného tvaru z l- ového příčestí a aoristu od byť (původně robil bych, robil bys, robil by, robili bychom, robili byste, robili byša). Mladší jsou i tvary dnešního rozkazovacího způsobu. Například tvary nes, neste, padni, padnite jsou z tvarů nesi, nesěte, padni, padněte (v češtině dodnes padni, padněte). Už ve starším období se rozpadla i původní paradigmata participií na příčestí. Dnešní přechodník a skloňování particípií jsou jevy mladší.

#### Skladba

##### Do 16. století
Ve starším období složitý vývin zaznamenala i syntax slovenštiny. Zkoumat ji právě v tomto období však není jednoduché. Souvislé texty z před 15. století totiž nejsou dostupné. Ale z pozorování dosavadních výzkumů historické syntaxe jiných slovanských jazyků, především staré češtiny a syntaxe jazyka slovanských písemností ze 16.—18. století, lze tedy předpokládat, že vývin syntaxe staré slovenštiny v jejím raném období se v zásadě nelišil od vývoje v jiných slovanských jazycích. Lze tedy vycházet z toho, že některé syntaktické jevy, které stará slovenština zdědila z praslovanštiny zanikly, jiné přetrvaly nebo se modifikovaly a vedle nich vznikaly nové jevy.
Stará slovenština v zásadě všechny dnes známé větné členy zdědila z praslovanštiny. Podmětem mohlo být v nejstarším období jak substantivum, tak i zájmeno. Přísudkem bývalo zpravidla sloveso. Typy jmenného přísudku se ustalovaly postupně. Staré je i vyjadřování vlastností živých i neživých bytostí adjektivním přívlastkem, snad jen s tím rozdílem, že adjektivum častěji mělo jmenné tvary (typ medov koláč). Už v prehistorických dobách bylo známo vyjadřování předmětu ve vztahu k přísudku. Vazby se slovesem se však často měnily. Nové vazby vznikaly zpravidla přehodnocováním starších vazeb. Do staršího období vývinu slovenštiny lze například datovat začátky omezování genitivních vazeb ve prospěch vazeb akuzativních (podat niečoho - podat niečo), ústup genitivu záporového a podobně. Příslovečné určení se nejčastěji vyjadřovalo příslovcem, později pády substantiva (typ cesta lesom). Ve stavbě věty měl své místo i doplněk. Vyjadřoval se jmennými tvary adjektiva (české šel bos) nebo substantivem. Doplňky s ako se pokládají za mladší.
Ve starším období se formovaly jednoduché i složitější větné struktury doložené v textech od 16. století. Původně větší větné celky se skládaly z relativně samostatných vět, které spojovaly různé expresivní nebo upozorňovací částice, příslovce, zájmena nebo slučovací spojky. Z nich se potom postupně vyvinuly typy rozličných souvětí, se kterými se setkáváme v historických domácích textech psaných v domácím jazyce nebo jsou známé dodnes. Například z takových starších větných celků vznikly sdělovací věty se spojkou že (historicky i jež, ježe). Spojka že byla umístěna na konci uváděcího výrazu a měla význam upozorňovací. Později získala funkci spojky a začala se brát jako součást následující věty (videl že, už jde - videl, že už ide). Ze dvou vět spojených slučovací spojkou vznikly například i některé věty účelové (dával pozor a by nepadol - dával pozor, aby nepadol). Podobným postupem vznikly z tázacích vět věty vztažné (uváděla je  tázací zájmena ktorý, kto, čo, čí a jiné), případně věty podmínkové, z podmínkových věty přípustkové atd. Mezi nejstarší typy podmínkových vět patří věty s původní tázací částicí -li (zachovala se například v češtině). Některé typy časových vět vznikly zase ze starších rovnocenných vět spojených příslovci času nebo zájmeny (keď, kedy, zakiaľ, kým a podobně).

##### Od 16. století
Soustavněji popis starší syntaxe slovenštiny je možný jen na základě domácích písemností od konce 15. do konce 18. století. Syntaxe jazyka těchto písemností kromě některých archaických jevů (například výskyt spojky, respektive částice da a jiné) má zpravidla již všechny znaky a zvláštnosti známé v slovenských nářečích nebo i ve spisovném jazyce. V písemnostech ze 16. - 18. století napsaných v domácím kulturním jazyce jsou například doloženy všechny větné členy. Mimo dodnes známé vazby se lze setkat i s archaickými vazbami. Například častěji, než je tomu dnes se vyskytuje záporový genitiv (tomu porubu nevieme počtu, 1550). Někdy na sebe upozorní dnes už neznámá vazba sloves s předmětem v genitivu (viete toho dobre, 1616), případně v akuzativu (orskú majierku ráčte opýtat, 1550), dnes méně známé vazby s předložkovými pády (pilnost pridali na nich, 1614) a podobně.
Doloženy jsou i různé typy vět a souvětí. Jednoduché věty už měly strukturu jako dnes. Mohly být oznamovací, tázací, rozkazovací a přací. Oznamovací jednoduché věty s reálným i nereálným obsahem se svou stavbou od podobných vět v současnosti v zásadě nelišily. V některých textech se vyskytují i expresivní oznamovací věty. Zpravidla v nich bývají citoslovce, zájmena nebo expresivní výrazy (pekne a ponížene, ej, to a jiné). Z tázacích vět byly známy doplňovací a zjišťovací věty. Rozkazovací věty nejčastěji charakterizovaly tvary rozkazovacího způsobu. Vyskytovaly se však i rozkazovací věty s částicí nech i věty bez částic.
I souvětí v 16. - 18. století měla již podobnou stavbu jako dnes. Oznamovací obsahové souvětí uváděly zpravidla spojky že, žeby, až, ale vyskytovaly se i archaické spojky aže, ež, eže. Tázací souvětí uváděly spojky či, žeči apod.
V rozkazovacích a přacích větách se vyskytovaly spojky aby, žeby, nech a jiné. Souvětí souřadné se skládalo ze samostatných vět. Mohlo být slučovací (uváděno spojkami a, i, aj, ani, ale také bezespojkové), stupňovací (ba, ba i, ale a jiné), odporovací (lež, ale, než, však, archaické a), vylučovací (aneb, anebo, alebo, ináče, buď-alebo a jiné), důsledkové (často proto, a protož vedle preto, a tedy, teda) a důvodové/příčinné (a tak, tedy, nebo a další).
Souvětí podřadné se stejně jako dnes skládalo z věty hlavní a vedlejší. Ze vztažných vět jsou doloženy věty přívlastkové, podmětné i předmětné. Přívlastkové věty nejčastěji uvádí spojka který, méně často ktorý, čo, čuo, podmětné věty zájmena kto, čo, čuo, předmětné věty zájmena který, kto, čo, čuo a po slovesech povedať, vedieť a také spojka že.
Příslovečné souvětí se členilo na místní, časové, účelové, podmínkové reálné i nereálné, přípustkové, účinkové a jiné. Mezi uváděcími prostředky jsou starší i mladší spojky (například jestliže, pakli, ačkoľvek, chyma z původního chyba, dočim, zakiaľ, kým, kedy a podobně). Některé prostředky, které uváděly vedlejší věty, byly převzaty z češtiny (proto, anebo, pakli, když), jiné byly domácího původu (keď, preto, dočim, kým a i. ).
Ze zvláštních větných útvarů jsou doloženy věty s infinitivem v různých funkcích, polovětné konstrukce s příčestími, přímá řeč a podobně. Infinitiv ve větě může mít funkci předmětu (po slovesech vedieť, dať, ráčiť), funkci jednočlenné věty, respektive i vedlejší věty (například účelové) atd. Kromě běžných polovětných konstrukcí s využitím příčestí známých i dnes se v starších textech vyskytují i tvary staršího skloňování příčestí, se kterými se lze setkat v nářečích (například Vida fatens i to - Keď videl fatens i to).
Některé zvláštnosti bývají i ve slovosledu. Například na prvním místě věty bývají taková slova (výrazy, formule), které označují důležitou událost, věc, osobu (Muoj pán, jeho Milosť, rozkázal mne, 1592; Službu svú vzkazujem, 1582). Sloveso často bývá na konci věty nebo alespoň v jeho koncové části. Přívlastek kromě běžné pozice před podstatným jménem se vyskytuje i za podstatným jménem (koleso staré, polámané, 1678) nebo před ním i za ním (kožených krhel táborských, 1678) a podobně. Nakonec se lze setkat i s neshodným přívlastkem před podstatným jménem (že by mojho pána dráby, 1582, tzn. že by dráby môjho pána). Takové výrazy jsou známé i z lidové řeči.

#### Lexika
Rozvoj slovní zásoby slovenštiny ve starším i mladším období jejího vývinu úzce souvisel s vývinem raněfeudální a feudální společnosti, s tehdejšími formami hospodářského, společenského i kulturního života slovenského etnika v rámci starého Uherska, později Rakousko-uherské monarchie. Vývin souvěké lexiky slovenského jazyka se projevil ustálováním, respektive přehodnocováním slovotvorných postupů a prostředků zděděných z praslovanštiny, přehodnocením starších významů slov, zánikem, ale i vznikem slov a nakonec přebíráním slov z jiných jazyků.
Ze slovotvorných postupů známých v praslovanštině zanikl alternační postup, tj. postup tvoření slov pomocí střídání samohlásek v kořenu (porovnejte pletiem, plot). Nezachoval se ani reduplikační postup, který spočíval v tom, že se slova tvořila opakováním kořene (například slovo plápol vzniklo z praslovanského polpa). Dodnes se však zachovalo tvoření slov pomocí předpon a přípon. Některé předpony i přípony však zanikly a staly se součástí kořene nebo kmene. Například v praslovanském slově sъmrtь byla předpona sъ- a přípona -tь (dnes smrť). Vícero přípon nebo předpon se stalo neproduktivními (například předpona ko-, přípony -va, -ež a jiné). Kromě těchto slovotvorných postupů je také známý postup skládáním (typ kolo-maž, vodo-vod). Zvláštními případy vzniku nových slov jsou konverze (brodiť - brod, ryba - rybí; 1. osoba singuláru reku - částice reku a jiné).
V lexiku slovenštiny se zachoval poměrně značný počet slov praslovanského původu. Některé z nich si původní význam zachovaly dodnes (mať, otec, syn, deň, noc, orať, zrno a jiné). Nejčastěji se však význam praslovanských slov měnil, modifikoval. Starší význam se mohl zúžit, rozšířit nebo úplně změnit. Například praslovanské slovo dedina mělo význam "sídlištní jednotka se společným majetkem (v čele s nejstarším z osazenstva)", ale později už jen význam "sídlištní jednotka". Slovo dvor mělo původně význam "prostranství u domu", později k němu přibyl význam "hospodářství (feudální)", respektive "panovnický dvůr (dvor)" a podobně. Například slovo pole ztratilo původní význam "vzdálená neobdělávaná země" a nabylo význam "obdělávaná půda".
Lexikální výzkum starších textů a nejstarší toponomastika i antroponomastika (místních názvů a osobních jmen) podává svědectví, že mnohá praslovanská slova již ve staré slovenštině zanikly. Například historický rozbor názvu obce Voderady (s dokladem Vvederad z roku 1113) umožňuje předpokládat, že ve staré slovenštině mělo slovo raditi asi význam "zaměřovat se na něco (prací, pozorností" a podobně). Z lexiky starších textů se dozvídáme, že ve staré slovenštině existovalo slovo špán (z něj je maďarské ispán). Nakonec o zaniklých slovech lze získat informace i výzkumem původu dnes známých slov. Například historický rozbor slova obrus prozrazuje, že ve staré slovenštině znamenalo slovo rusati dělat třásně na okraji tkaniny. Některá slova z období feudalismu se vyskytují v jazyce dodnes, ale povětšinou jde o archaismy nebo historismy (kmeť, koľada, hajdúch a podobně).
Jinou formou zhodnocování lexiky staré slovenštiny bylo přebírání slov z jiných jazyků. Značný počet slov byl převzat z němčiny. To souviselo s tím, že obyvatelstvo staroněmeckého původu se již od 9. století, zejména však od 12. století usazovalo po skupinách mezi domácím slovenským etnikem ve městech i mimo ně a věnovalo se zde různým sférám hospodářského, společenského i kulturního života. Mezi starší převzatá slova staroněmecké lexiky patří například slova kláštor, košeľa, kostol, ďakovať, škoda (některé z nich do staré němčiny pronikly z latiny). Mladší převzatá slova pocházejí zejména z 12.-15. století, kdy se zesílil příchod německých kolonistů, kteří působili ve městech, ale i na venkově jako obchodníci, řemeslníci, horníci, vinaři a podobně. Z tohoto období pocházejí například slova gróf, rytier, cech, hoblík, fárať, klajbas (tužka), rajzovať a další. Dlouhé soužití slovenského etnika s maďarským etnikem v rámci Uherska, později Rakousko-Uherska způsobilo, že se do staré slovenštiny dostala slova i z maďarštiny. Maďarského původu jsou například slova išpán (v maďarštině ze slovenského špán), husár, hajdúch, gazda (v maďarštině ze staršího slovenského gospoda), chýr, ťarcha, banovať, fíjok a jiné. Od 14. století měla na lexiku slovenštiny vliv řeč valašského etnika. Z lexiky této řeči pronikly do slovenština slova zejména z ovčácké a salašnické terminologie. Taková slova jsou například slova bača, fujara, kľag, putera, urda, redígať a podobně. Mnoho slov do lexiky staré slovenštiny proniklo z latiny, neboť latina byla jazykem královských kanceláří, církevních institucí, ale i rozličných vyšších nebo nižších právních institucí, škol, vědy i beletrie. Mezi starší slova latinského původu patří například tehla, škatuľa, komora, ďábel, oplatka a jiné, mezi mladší patří nátura, móres, notár, apatieka (nářeční i apatejka), árenda, interes, feruľa, bakuľa, kalendár, porcia. Nakonec od 15. století se slovenština dostala do těsnějšího kontaktu s kulturní formou souvěké češtiny. Za starší slova českého původu se pokládají slova knieža, koleda, tisíc, spôsob a další. Větší počet slov českého původu se do slovenštiny začal dostávat až po 16. století, zejména však od 18. století, kdy se na Slovensku začaly budovat a rozvíjet různé vědní disciplíny.
Dosavadní výzkumy ukazují, že lexika staré slovenštiny byla sémanticky přiměřeně diferencovaná. Například ve staré slovenské toponymii se petrifikovala slova, která odrážejí různé přírodní jevy, reliéf krajiny, její rostlinstvo, živočišstvo a podobně (debra - strž, úval, údol, pole, laz, bor, dub, vrch, zubor, sokol), práci člověka, jeho sociální postavení, zaměstnání (například hrčiar, štitár, kováč, tesár, zlatník, kráľ, kňažic, špán), výsledky činnosti člověka, výrobky, obchod (med, mech - kožušina (kožešina), smola, decht, železo a jiné), souvěké právo, kult, kulturu, vojenství (právo, kostol, igrec, bojná, hrad a jiné). Mnohá slova, která označovala souvěké reálie, jsou doložena v lexiku domácích písemností z 15.-18. století, například boženík, božba - prísaha (přísaha), istiník, záloh, vidiek, rokovať, plachty, sadlo, ručníky, taniere, tĺk. Areální výzkum slovní zásoby slovenských nářečí podává zase svědectví o značné zeměpisné diferenciaci lexiky staré slovenštiny. Některá stará slova se vyskytují na celém území slovenštiny, jiné jen v základních areálech slovenských nářečí nebo na menších územích těchto areálů.

### Předspisovné období kultivování slovenštiny
Předspisovné období kultivování slovenštiny je vymezeno začátkem 11. století a koncem 18. století, od vzniku nejstarší kulturní formy slovenštiny až po vznik jeho prvního kodifikovaného útvaru - bernolákovštiny.

#### Starší předspisovné období

##### Lidová slovenština
Pro starší etapu tohoto období (11.-15. století) je charakteristické, že slovenština se kultivovala v ústní podobě, a to v lidovém prostředí tvorbou folklorních projevů (písní, pohádek, legend a podobně), později v prostředí domácí nižší a střední šlechty, domácího měšťanstva a duchovenstva udržováním ústních pastoračních, veřejnoprávních a jiných žánrů. Souvisle psané slovenské texty z 11.-13. století nejsou známy. Zachovaly se pouze záznamy domácích názvů sídlišť, řek, hor, domácích osobních jmen a podobně v latinských textech. Například ve známé listině krále Kolomana z roku 1113 jsou mimo jiné záznamy Bollerat, Golguz, Pescan, Scitar, Zubur, Olesca, jež jsou ekvivalenty jmen Boľeradz, Glogovec, Péščany, Ščitár, Zubr nebo Zubor, Oleška (dnes Boleráz, Hlohovec, Piešťany, Štitáre (část Nitry), vrch Zobor, potok Holeška od slova olša). V 14. a 15. století se kromě takových záznamů objevují i slova, nadřádkové glosy, rozličné přípisky ve formě vět nebo i veršů. Například za slovenský lze pokládat přípisek v latinském kodexu ze 14. století: Pôjdem na huby do lesa (Poyde[mJ na huby do lessa). Z 15. století je známý text v podobě verše Ó, milá panna, čo ty máš, quod mi dáš, nevéš raz (O myla panna czo thy mas quod mu das neves ras). Pravopis starších záznamů je jednoduchý, zpravidla bez diakritických znamének, pravopis mladších záznamů, glos nebo vět má již prvky složkového pravopisu (ss = š, cz = č a jiné).

##### Latina
Dominantní postavení ve starším období na Slovensku měla latina. Byl to vyspělý kulturní jazyk, který měl ve středověku vysoké postavení téměř v celé Evropě. V Uhersku se používal v královských a šlechtických kancelářích, v církevních institucích, ve školách, ba i ve vyšších i nižších úřadech. Pro vznik a rozvoj psané podoby předspisovné slovenštiny mělo zvláštní význam udržování latiny na Slovensku v humanistickém období v 15.-16. století, protože tehdy se požadovalo osvojovat si latinu na základě živého mateřského jazyka.

##### Čeština
V 14., zejména však v 15. století přibyl na Slovensku další kulturní útvar jazyka v psané podobě - stará čeština, která tam začala pronikat v souvislosti s působením českého duchovenstva v kapitulských a jiných školách. Proto ji reprezentuje zejména staročeská spisba přinesena z Čech nebo z Moravy s náboženským nebo didaktickým obsahem. Z českých písemností používaných na Slovensku v tomto období je nejdůležitější latinsko-český Prešporský slovník. Je to opis asi ze začátku 15. století staršího Klaretova latinsko-českého slovníku zvaného Glosář (Glossarium), který obsahuje český překlad latinských termínů a výrazů potřebných pro tehdejší všeobecné vzdělání. České písemnosti na Slovensku měly v 15. století už jiný charakter a byly i žánrově pestřejší. Jejich obsah naznačuje, že vznikly z kulturně-společenských potřeb měšťanstva a střední šlechty slovenského původu. Kromě glos, přípisků a vysvětlivek latinských výrazů je známý už i větší počet českých souvislých textů, zejména korespondence, záznamů v městských knihách a podobně. Autory těchto písemností byly písaři povoláni z Čech nebo z Moravy, ale také vzdělanci slovenského původu, kteří si souvěkou podobu kulturní češtiny osvojili na studiu v Čechách (Pražská univerzita byla založena roku 1348).
Z tehdejších písemností se zachovala známá rukopisná Žilinská městská kniha (Žilinská mestská kniha). Kniha kromě záznamů právního významu zapisovaných od roku 1451 v češtině nebo v slovakizované češtině obsahuje i český překlad veřejnoprávního řádu města Magdeburg (spravovalo se jím i město Krupina), zhotoveného v roce 1473 v Žilině. Text překladu je významný tím, že jsou v něm četné lexikální slovakismy, které měly funkci termínů (např. boženík, božba, opytovati, oslovenie, pôžička, rokovati, vidiek, špán, chotár, dlh).
O pronikání češtiny na Slovensko a jejím ustalováním před 15. stoletím a po něm rozhodlo několik činitelů. Před 15. stoletím to byl rozvoj měst, vznik a aktivita nižší a střední šlechty slovenského původu. S tím souviselo zesílení národnostního uvědomovacího procesu slovenského etnika, který začal už od 10. století. Pak to byly faktory kulturní (studium Slováků v Čechách) a vojenské (pobyt husitů, působení bratříků a Jiskrových vojsk na Slovensku). Ve druhé polovině 15. století ke kulturně-společenským faktorům přibyly zvýšené hospodářsko-společenské styky vládnoucí vrstvy tehdejšího Uherska s Čechami a Moravou (zejména za vlády Matyáše Korvína). Psaná podoba češtiny používané v 15. století na Slovensku nebyla jednotná. V některých písemnostech měla původní, neslovakizovanou nebo minimálně slovakizovanou podobu, v jiných měla podobu slovakizovanou, ale v různém rozsahu.

#### Mladší předspisovné období
Mladší etapa předspisovného období kultivování slovenštiny probíhala během 16.-18. století. Bylo to zejména období královského Uherska, protireformace, protistavovských habsburských povstání a bojů s Turky, ale na druhé straně se slovenská města rozmáhala a současně slovakizovala, v některých průmyslových odvětvích se zdokonalovala výroba, produktivnějším se stalo těžení nerostů na Slovensku, rozrůstal se obchod, vyšší úroveň nabylo školství (například v letech 1635 - 1777 byla v Trnavě univerzita) i kulturní život. Vysoký stupeň dosáhlo i slovenské národnostní uvědomění. Podstatně se změnila i jazyková situace. Přední místo na Slovensku nadále patřilo latině, ale sféry jejího používání se zúžily. Zvláštní vývin na Slovensku zaznamenala i čeština.

##### Čeština
Od konce 16. století, kdy vyšel v Bardejově překlad Lutherova Katechismu (1581), začala čeština na Slovensku nabývat dvě formy: oficiální (biblickou) a neoficiální (slovakizovanou). Tato polarizační tendence se stala skutečností na začátku 17. století po rozhodnutí evangelických synod stanovit biblickou formu češtiny za sakrální a úřední jazyk. V podstatě to byla kulturní čeština z konce 16. století použitá v Kralické bibli (odtud biblická čeština). Pro potřeby slovenských evangelíků i evangelických exulantů ji vydal v původním normalizovaném jazyku D. Krman (Bible, 1722), a tím biblickou formu češtiny na Slovensku natrvalo uzákonil. Jazykovědným postupem tuto oficiální češtinu popsal a kodifikoval P. Doležal v tištěném spise Grammatica Siavico-Bohemica (1746). Je zajímavé, že to udělal na pozadí neoficiální, slovakizované formy češtiny. Pravopisem biblické formy češtiny na Slovensku byl českobratrský pravopis. Byl to pravopis v zásadě diakritický, budovaný na principu fonetickém, etymologickém (uplatňoval se rozdíl i : y), funkčním (například funkcí znaku é bylo měkčit) a morfologickém (psalo se dub s ohledem na tvary dub-a, dub-u atd. ). V katolickém protireformačním prostředí vznikla z biblické formy češtiny normalizovaná slovakizovaná varianta. V něm se například české hlásky ě, au, ř nahradily hláskami e, ú, r (pena, twár, swú za pěna, twář, swau). Neoficiální slovakizovaná čeština se nejčastěji používala při vyřizování světské úřední agendy. Charakterizuje ji nepravidelný výskyt slovakismů a konzervativní pravopis.

##### Kulturní slovenština
Kultivování slovenštiny zaznamenalo v mladší etapě předspisovného období vývin v pozitivním směru. Pro toto období je charakteristické, že se v něm od 16. století vedle latiny a češtiny začala používat i písemná forma kulturní slovenštiny, která se v 17. a 18. století zdokonalovala, ale stále nesla stopy základních areálů slovenských nářečí, s nimiž geneticky souvisela a s nimiž byla v kontaktu. Hlavní příčinou takového stavu byla skutečnost, že Slovensko ve starém Uhersku, ale ani v Rakousko-Uhersku nemělo větší centrum, ve kterém by se byl soustřeďoval hospodářský a společensko-kulturní život slovenské pospolitosti a které by současně bylo integrující i v procesu kultivování jazyka slovenské národnosti. Ústní i psaná forma kulturní slovenštiny v 16.-18. století však byla faktem. V psané formě se kulturní předspisovná slovenština realizovala v zásadě ve třech variantách, které odrážely jazykové zvláštnosti tří hlavních areálů slovenských nářečí. Proto se mluví o kulturní západoslovenštině, kulturní středoslovenštině a kulturní východoslovenštině.

##### První pokusy o normalizaci slovenštiny
Na konci předspisovného období vzniklo několik pokusů o normalizaci psaných i tištěných projevů v kulturní slovenštině. Mezi ně patří tzv. kamaldulská slovenština - pokus o normalizaci jazyka, do kterého kamaldulští řeholníci překládali Písmo (zachoval se opis z let 1756 - 1759). Krátký přehled pravopisných a gramatických pravidel jazyka, do kterého se překládalo, je v úvodu latinsko-slovenského slovníku Syllabus dictionarii latino-slavonicus (1763). Jazyk překladu je blízký kulturní západoslovenštině, taktéž stopy češtiny jsou v něm výraznější.
Dalším normalizovaným textem v kulturní slovenštině jsou kalvínské tisky. Texty jsou vytištěny v kulturní východoslovenštině zemplínského typu. Několik normativních pouček je v knize Radość serca pobožnoho (1758). Pravopis se opírá o ortografii soudobé kulturní maďarštiny s úpravami (s = š, dy, ty, ny = ď, ť, ň, 's = ž, ts = č, tz = ca jiné).
Nakonec mezi pokusy o normalizaci slovenského textu patří i úsilí Jozefa Ignáce Bajzy. Jazyk jeho literární tvorby sice neodráží obecněji rozšířený úzus, ale jeho stavba je relativně jednotná a soustava grafémů a jejich používání jsou ustáleny. Pravopis připomíná už pravopis bernolákovšitny (w = v, g = j, označování ď, ť, ň, ľ, omezování y a jiné).

## Od 1787 dodnes (spisovné období slovenštiny)
Spisovné období slovenštiny začíná koncem 18. století. Tehdy se totiž do života uvedla první kodifikovaná forma slovenštiny s nárokem na celospolečenskou platnost, podrobně popsána v normativních příručkách.

### Bernolákovské období (1787 - 1844)
Bližší informace v článku: Bernolákovština

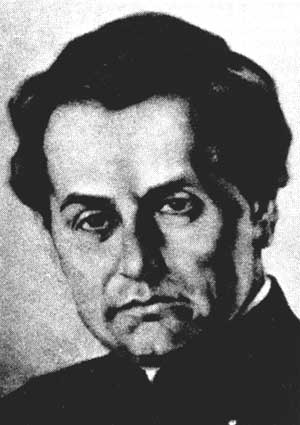
Anton Bernolák

Období bernolákovské kodifikace spisovné slovenštiny souviselo s nadměrným národně uvědomovacím procesem na územích Rakouské monarchie. V hospodářské sféře se projevilo toto vystoupení jako boj domácího měšťanstva prosadit nové formy výroby a obchodu a dosáhnout společensko-politické vymoženosti. V kulturně-společenské sféře se do centra dostalo úsilí vzdělanců uvolnit prostor v Rakouské monarchii osvícenským myšlenkám a vzdělanost zpřístupnit širším vrstvám obyvatelstva. Další krok vpřed mohla učinit i slovenská pospolitost, protože do tohoto pokrokového zápasu se zapojili i slovenští vzdělanci (M. Bel, J. Papánek, J. Kollár a jiní). Vídeňský dvůr nemínil zasáhnout radikálně, odhodlal se však udělat alespoň reformy. Známé jsou například tereziánské reformy, ale život na Slovensku pozitivněji ovlivnily reformy Josefa II. (1780 - 1790). Zvláštní význam mělo jeho rozhodnutí zřídit na Bratislavském hradě seminář pro výchovu kněží, kteří měli v duchu reforem působit mezi slovenským lidem. Tento nově zřízený seminář se stal myšlenkovou i organizační základnou bernolákovského hnutí. Jádrem tohoto hnutí byla skupina vlasteneckých filologů (tak se sama nazývala), která pochopila, že šířit vzdělání a osvětu mezi pospolitým lidem a středními vrstvami lze jen srozumitelným a kultivovaným jazykem. Z tohoto přesvědčení pak vznikla první spisovná forma slovenštiny - bernolákovština, založená na kulturní západoslovenštině a částečně na středoslovenských nářečích.
Prozkoumat tehdejší stav a schopnost slovenštiny plnit funkci spisovného jazyka a současně zformulovat kodifikační pravidla v její mluvené i psané podobě se ujal A. Bernolák (1762 - 1813). Pravopis bernolákovštiny je diakritický, používá se v něm princip foneticko-fonologický a morfologický.
Celonárodního uplatnění bernolákovština nedosáhla. Rozsah jejího rozšíření se měnil. Ve starší fázi negativně působila napjatá situace, která v Uhersku vznikla po Francouzské revoluci a po odhalení revoluční činnosti jakobínů (1795). Kromě toho Towarišstwo litterného umeňá, které mělo šířit bernolákovštinu, brzy zaniklo. V mladším období, kdy se zájem o bernolákovštinu oživil, začaly se rýsovat nové perspektivy řešení otázky spisovného jazyka pro Slováky. Jednu z perspektiv naznačila vydání středoslovenských folklorních textů (J. Čaplovič, P. J. Šafárik, J. Kollár). Současně se nabízelo i jiné řešení. Na straně evangelických vzdělanců oživlo úsilí prosadit za spisovný jazyk Slováků češtinu. Původně to měla být její oficiální biblická podoba (B. Tablic, J. Palkovič), později její minimálně poslovenštěná forma (J. Kollár - staroslovenčina ) nebo její živá podoba pěstována v Čechách (mladí štúrovci). Bernolákovština z veřejného života natrvalo ustoupila až po dohodě z roku 1851.

### Období štúrovské kodifikace (1844 - 1852)
Období štúrovské kodifikace spisovné slovenštiny se vymezuje rokem 1844, kdy byla štúrovská spisovná slovenština oficiálně uznána, a rokem 1852, kdy vyšla příručka s novou kodifikaci pravopisu. Ze společenského hlediska toto období charakterizuje kulminování národně uvědomovacího procesu, které úzce souviselo se společenskou a politickou aktivitou mladšího pokolení slovenských vzdělanců. Náplní této aktivity byl zápas proti zbytkům uherského feudalismu na Slovensku, boj za odstranění urbárních řádů, za rozvoj průmyslové výroby a za demokratizaci školství i vzdělanosti. Tyto vymoženosti se žádaly pro celou slovenskou národní pospolitost včetně širokých lidových vrstev. S tím souvisel požadavek přijmout a kodifikovat takovou formu spisovné řeči, která by byla živá, perspektivní a která by národ sjednocovala a reprezentovala jeho svébytnost. Za takovou řeč mladí vzdělanci v štúrovském období pokládali soudobou kultivovanou středoslovenštinu. Ta se jim zdála nejvíce rozšířená, všem Slovákům nejbližší, a tedy schopná sjednocovat a reprezentovat národní svébytnost. Její podoba byla veřejnosti známá zejména z Kollárova díla Narodnie zpiewanky (1834). Neoficiálně se o zavedení nové spisovné slovenštiny rozhodlo na poradě 14. února 1843 a po setkání s J. Hollým v červnu téhož roku, oficiálně na prvním zasedání Tatrína v Martině 26.-28. srpna 1844.
Zdůvodnit zavedení nové spisovné slovenštiny a zformulovat její kodifikační pravidla připadlo ústřední osobnosti štúrovského hnutí Ľudovítu Štúrovi (1815 - 1856). Rozhodnutí přijmout za spisovnou řeč živou formu kulturní středoslovenštiny zdůvodnil v díle Nárečja slovenskuo a potreba písaňja v tomto nárečí (1846). Kodifikační pravidla nové spisovné řeči podal v spise Náuka reči slovenskej (1846). Uzákonění štúrovské spisovné slovenštiny odráží souvěkou podobu kulturní středoslovenštiny, která geneticky souvisela s lidovou středoslovenštinou v severozápadní části centrálního Slovenska v Oravské, Turčianské, Liptovské a Zvolenské župě. Ľ. Štúr kodifikoval už netradiční písmena (v, j, g, v bernolákovštině w, g, gˇ). Velká písmena byla kodifikována přibližně jako dnes (voda, zima, v bernolákovštině Woda, Zima). V samohláskovém systému byly v štúrovské spisovné slovenštině dvojhlásky í, ia, ô, které se zapisovaly jako je, já, uo. Samohlásky mohly být krátké nebo dlouhé. Důsledně se respektovalo středoslovenské rytmické krácení (krúťa, dnes krútia a podobně). Mezi krátkými samohláskami nebylo ä (vezeň, zavazuje), mezi dlouhými nebylo é, ó (ale céra). Pro samohlásky i, í byla jen písmena i, /, písmena y, ý se nepoužívala. Z toho vyplynulo důsledné označování měkkosti souhlásek (ďeťi, ňemá, ňjesov). Kodifikované byly jen měkkostní páry d-ď, t-ť, n-ň, měkké ľ kodifikované nebylo (ťeplo, deň, ťahať, ale leto, lipa, lahkí, král). Mezi souhláskami byly domácí páry k-g, dz-dž. Středoslovenské bilabilální souhlásky se v první fázi štúrovské slovenštiny velmi často zaznamenávaly jako u (dáuno, genitiv chlapou, ale spev), později zpravidla jako v (dávno, pravda, ale instrumentál ženou). V morfologii převažovaly tvary charakteristické pro střední slovenštinu. V instrumentálu singuláru ženského rodu byl tvar na -ou (ženou), v nominativu-akuzativu singuláru středního rodu byl nejprve kodifikován tvar typu znameňje, později však znameňja, v adjektivním skloňování tvary dobruo, dobrjeho, dobrjemu, o dobrom atd. Tvary l/-ového participie původně měly podobu padov, ňjesov, později padol, ňjesol. Stavba věty v štúrovské spisovné slovenštině v zásadě odpovídala stavbě věty lidového jazyka. Časté jsou však i archaické typy vět se slovesem na konci. I lexika se opírala o domácí fond. V terminologii se často používala slova z latiny a češtiny. Ze stylistického hlediska se štúrovská spisovná slovenština poměrně rychle zdokonalovala. K tradičním stylům v době jejího trvání přibyl relativně vypracovaný publicistický a naučný styl. Vysokou úroveň dosáhly slovesné umělecké žánry.
Kodifikace nové spisovné slovenštiny se štúrovcům nepodporovala snadno. Kromě překonávání obtíží, které vyplývaly z jejich společenské, kulturní a politické angažovanosti (literární tvorba, vydávání novin a časopisů, příprava povstání a účast na něm a podobně), museli ji bránit proti kritikům z vlastních řad, z mladšího pokolení bernolákovců, ale i proti výpadem zastánců "upravené" (slovakizované) češtiny. Nejaktivnějším kritikem z vlastních řad byl M. M. Hodža. Osten své kritiky zacílil zejména na pravopis. Pokládal ho za "zbavený slovanství". Přesvědčen o správnosti hypotézy, že slovenština je matkou slovanských jazyků, žádal zavést do její pravopisu i stavby takové jevy, které ji spojují s jinými slovanskými jazyky. Podle něj takovým jevem bylo písmeno i hláska ä (podle ruského я), písmeno y, měkké ľ', původně myslel i na ě (meněj), respektive i na w (w Uhriech, Slovákov/, ale prvobyt a podobně). Kromě toho žádal rozšířit dvojhlásky (například o iä, iě, iü, öï), dokonce chtěl zavést i trojhlásky a čtyřhlásky (například ieu, iéôu a jiné). Svou kritiku a návrhy na opravu pravopisu podal v dílech Epigenes Slovenicus (1846) a Vétín o slovenčine (1848).
Téměř souběžně s kritikou štúrovců a odmítnutím jejich spisovné slovenštiny vystoupil J. Kollár, ačkoli předtím o přednostech slovenštiny a potřebě jejího kultivování sám uvažoval. Odmítavé stanovisko neobyčejně ostře formuloval v článku zveřejněném ve sborníku Hlasowé o potrebe jednoty spisowného jazyka pro Čechy, Morawany a Slowáky, který vyšel v Praze (1846). V sborníku jsou odmítavé příspěvky i jiných českých a slovenský činitelů, ale napsané mírněji. Po těchto vystoupeních proti štúrovské slovenštině, respektive proti jejím pravopisu se ozval M. Hattala za skupinu mladých bernolákovců. Svou kritiku však nezacílil na stavbu štúrovské slovenštiny, nýbrž pouze na pravopis. Postavil se za uplatnění etymologického principu a za slavizaci slovenského pravopisu, tj. za zavedení ä, y, měkkého /', za psaní dvojhlásek ie, ia, za zavedení dlouhého ó (s možnou výslovností uo, ú, ó). Tvary dobruo, dobrjeho, dobrjemu žádal nahradit tvary dobré, dobrého, dobrému a podobně. Kodifikační pravidla a popis této "upravené" slovenštiny M. Hattala podal v spise Grammatica linguae slovenicae (1850). Její podobu v praxi měly veřejnosti přiblížit první dva svazky sborníku Poklady kazateľského rečníctva I - II (1849), které redigoval A. Radlinský.
V prvních dvou letech po porážce revoluce v roce 1848 se o Hattalově kompromisu uvažovat nemohlo, a to jednak proto, že vídeňský dvůr v tom čase diskriminoval popřední štúrovce, a jednak proto, že J. Kollár už roku 1849 dosáhl souhlas Bachovy vlády zavést na Slovensku staroslovenštinu. V podstatě to byla čeština upravena několika slovakizmy. Například za české ou, nej-, co, tvrdé -d, -t, -n v některých podstatných jménech mělo být ú, naj-, co a měkké -ď, -ť, -ň (kosť, oheň a jiné). Tato umělá úprava češtiny se opírala o mylnou hypotézu, že slovenština představuje jen zachované starší stádium češtiny. A. Radlinský se ze začátku rozhodl pro Kollárovu staroslovenštinu a sám ve spise Prawopis slowenský s krátkou mluwnicí (1850) podal její kodifikační pravidla. Takto po revoluci k bernolákovské a štúrovské spisovné slovenštině (používala se i biblická forma češtiny) přibyla oficiální "opravená" čeština.

### Hodžovsko-hattalovská reforma
Další vývin pozitivně ovlivnila skutečnost, že nepříznivou situaci, která vznikla na Slovensku po zavedení Kollárovy staroslovenštiny, si uvědomili i přední představitelé slovenské národní pospolitosti. Sešli se na poradě v říjnu roku 1851 s cílem nalézt východisko. Porady se zúčastnil Ľ. Štúr, J. M. Hurban, M. M. Hodža, A. Radlinský, J. Palárik a Š. Závodník. Výsledkem byl kompromis: reforma pravopisu štúrovské spisovné slovenštiny s důrazem na etymologický princip. To znamenalo zavedení y, ý, hlásek ä, ř, tvarů dobré, dobrého, dobrému atd. Pravidla nové kodifikace spisovné slovenštiny shrnuje příručka Krátká mluvnica slovenská (1852), jejíž autorství se připisuje M. Hattalovi.
Na poradě z října 1851 se však vše nevyřešilo. Zůstaly odlišné postoje k novému kodifikovanému útvaru. Jedni ho pokládali za "skoro čiročistú češtinu" (takto to je uvedeno i v úvodu příručky), druzí zase za "opravenou" slovenštinu. A právě těmito odlišnými postoji byl poznamenán začátek nové etapy vývinu spisovné slovenštiny. Pro přehlednost ji členíme na období upravené kodifikace spisovné slovenštiny, na období martinského spisovného úzu a na období matičního spisovného úzu.

### Období upravené štúrovské kodifikace (1852 - 1887)
Období upravené kodifikace spisovné slovenštiny začíná rokem 1852 po vydání nové kodifikační příručky a končí rokem 1887, kdy vystoupil S. Czambel s návrhem na konsolidaci kodifikace spisovné slovenštiny. Toto období charakterizuje složitý zápas o podobu spisovné slovenštiny, o jednotné, respektive o institucionální regulování její kodifikace v teoretickém i praktickém smyslu a nakonec i o její širší uplatnění v životě slovenského etnika v těžkých podmínkách hungarizace.
Už začátky tohoto období naznačily, že kodifikace a norma spisovné slovenštiny budou konsolidovat jen pomalu, nerovnoměrně. Ti, co vycházeli z předpokladu, že slovenština představuje jen starší stádium češtiny, do praxe uváděli různé pravopisné i jazykové jevy ze starší i novější češtiny (písmena é, w, tvary ruce, nože, od síuhy a podobně). Tuto tendenci odráží první vydání gramatiky J. K. Viktorina Grammatik der slowakischen Sprache (1. vydání, 1860) a příručka M. Hattaly Mluvnica jazyka slovenského (1864). Ti, co poslední reformu pokládali jen za úpravu (opravu) slovenštiny, v praxi respektovali nový pravopis i menší tvaroslovné úpravy, v zásadě se však drželi normy štúrovské spisovné slovenštiny. Tato tendence je evidentní ve vydáních literární a publicistické tvorby žijících štúrovců a jejich následovníků. Příznivější podmínky na příklon spisovné slovenštiny k živé domácí jazykové realitě vznikly roku 1859 po porážce rakousko-uherských vojsk, po které vídeňský dvůr ve snaze zajistit si vnitřní stabilitu moci přislíbil národnostem jisté politické svobody a vymoženosti. Je pravda, že toto počínání vídeňské vlády posílilo maďarizační tlak, ale současně vyvolalo jeho paralyzaci tím, že se zaktivizoval politický život na Slovensku (vznikly noviny Pešťbudínske vedomosti, uskutečnilo se národní shromáždění v Martině, vyhlásilo se Memorandum a jiné). Součástí této aktivity se stal zápas o spisovnou slovenštinu a o její širší uplatnění v národním životě, ve školách a v tisku. Příznivá atmosféra tohoto období se projevovala už ve 2. a 3. vydání Viktorinovy gramatiky (1862, 1865), v nichž je zřejmý příklon k slovenské jazykové realitě (například za který, se, byl v 1. vydání je v nich už ktorý, sa, bol a podobně).
Po založení Matice slovenské roce 1863 se naskytla možnost spisovnou slovenštinu regulovat institučně a hlouběji ji poznávat výzkumem. Matice slovenská se této možnosti chopila. O sjednocení a ustálení kodifikace a normy spisovné slovenštiny se měl starat jazykovědní obor, který měl současně připravit rukopis slovníku spisovné slovenštiny. Toto překazilo tzv. rakousko-uherské vyrovnání.

### Období martinského spisovného úzu (1887 - 1919)
Roku 1867 se uskutečnilo tzv. rakousko-uherské vyrovnání, které znamenalo pro nemaďarské národnosti v Uhersku konec slibným perspektivám. Na Slovensku se po této politické změně dokořán otevřely brány maďarizaci. Matice slovenská nestačila splnit svůj program, protože ji roku 1875 zavřeli. Ještě předtím zrušili slovenská gymnázia. Tyto násilné zásahy měly pochopitelně negativní vliv na další rozvoj spisovné slovenštiny. Její poslední kodifikace i norma se značně rozkolísaly. Nerovnoměrně se začalo používat například ä (hlädať, zemän), písmena y, ý (ližica, blískať sa, kryk, pytvať a jiné), nedůsledně se označovala měkkost ď, ť, ň, ľ (Jeleň, popol' a podobně). V tvarosloví byla nejednotnost, v lexice se nadmíru začaly objevovat rusizmy, dokonce se v některých tištěných dílech začala uplatňovat nekodifikovaná pravopisná pravidla (například ve vydáních tvorby S. Chalupky). Přirozeně, takováto praxe se stále více stávala předmětem kritiky. Odborně fundovaná byla zejména kritika slovenského jazykovědce S. Czambela. Jeho vystoupením ve prospěch konsolidace spisovné slovenštiny začalo nové období vývinu spisovné slovenštiny - období martinského spisovného úzu.
Toto období lze ohraničit lety 1887 - 1919. Je to tedy etapa vývinu spisovné slovenštiny od vystoupení S. Czambel po obnovení Matice slovenské krátce po vzniku ČSR. Z hlediska kulturně-společenského vývinu je to období zesíleného maďarizačního útlaku, který zužoval prostor užívání spisovné slovenštiny a omezoval její cílevědomé kultivování.
Na začátku období martinského spisovného úzu působilo na Slovensku několik institucí (vydavatelství, redakcí, spolků i individuálních pracovišť a podobně), které vlastně nahrazovaly instituce regulování a v jistém smyslu i sjednocování spisovné slovenštiny. Dělalo se to redakční prací, úpravou rukopisů, ale také publikováním článků o slovenštině, o jejím kultivovaní, o její historii a nakonec i tvorbou psaných textů, pěstováním tradičních stylů a podobně. Nejvýznamnější centrum s takovými institucemi byl Martin (kromě něj Trnava, Liptovský Mikuláš a jiná města). V Martině byly redakce slovenských časopisů (Slovenské pohľady, Národnie noviny), tiskly a vydávaly se zde slovenské literární díla, působily zde spolky, ve kterých se pěstovalo slovenské mluvené slovo, a působily tady i významné osobnosti slovenského národního života (S. Hurban Vajanský, J. Škultéty a jiní).
Pro vývoj spisovné slovenštiny v tomto období bylo důležité, že s předními osobnostmi martinského centra, zejména s J. Škultétym, spolupracoval jazykovědec S. Czambel (1856 - 1909). Byl vysokým vládním úředníkem v Pešti, ale uvědomělé se hlásil ke svému slovenskému původu. Předností jeho kodifikační práce bylo, že postupoval podle vědecky zdůvodněné koncepce, a přitom se opíral o souvěké jazykovědné teorie a fakta živého jazyka. Je pravda, že ke kodifikaci a ke zkoumání normy přistupoval jako historik jazyka (měl slavistické mladogramatické vzdělání), ale na rozdíl od analogického, z hlediska spisovné slovenštiny umělého historismu svého učitele M. Hattalu budoval na kontinuitě a autochtonnosti jazykového vývinu. Živou jazykovou realitu chápal jako výsledek vývoje. Nejprve se věnoval kritice tehdejší jazykové praxe a starších forem slovenského pravopisu. Poznatky shrnul ve spisech Príspevky k dejinám jazyka slovenského (1887) a Slovenský pravopis (1890). V pravopisu se zastával etymologického principu, ale psaní y, ý, hlásek ä, ď, ť, ň, l' upřesňoval a zdůvodňoval. Přesvědčen o důležitosti kontinuity ve vývoji jazyka odstraňoval „neživé" historismy a kodifikoval jim odpovídající „živé" historismy. Například Hattalovy tvary ruce, nože, od siuhy nahrazoval tvary ruke, nohe, od sluhu a podobně. Svou kodifikaci i normu v podobě pravidel shrnul v příručce Rukoväť spisovnej reči slovenskej (1902). Ještě za svého života souhlasil se zavedením živých jevů v martinském úze (například vidieť, mlieť, koniec, beriem, berieš, voľba), které pak uplatnil J. Škultéty ve 2. a 3. vydání Rukoväti (1916, 1919). Oprávněnost kodifikace opřené o kontinuitu jazykového vývoje chtěl S. Czambel dokázat zkoumáním vývoje slovenštiny a výsledků tohoto vývoje - slovenských nářečí. Své názory publikoval v díle Slováci a ich reč (1903) a nářečový materiál v knize Slovenská reč a jej miesto v rodine slovanských jazykov I (1906). V této knize stačil zpracovat pouze materiál východoslovenských nářečí, protože roku 1909 zemřel. S. Czambel byl přesvědčen, že slovenština vznikla z praslovanského jihoslovanského základu a že její dnešní západoslovanský ráz nabyla asi od 14. století počeštěním a zčásti popolštěním. Tato teorie o původu slovenštiny je dnes v zásadě překonána.

### Období matičního spisovného úzu (1919-1945)
Období matičního spisovného úzu trvalo od obnovení Matice slovenské roku 1919 do skončení druhé světové války roku 1945. V tomto období se spisovná slovenština vyvíjela v nových podmínkách. Už rok totiž existovala Československá republika, která pro další rozvoj slovenského národa zajišťovala mnohem příznivější podmínky než dříve polofeudální Rakousko-Uhersko. Pro rozvoj spisovné slovenštiny bylo obzvláště důležité, že v tomto období k tradičním formám regulování a ustalování její kodifikace i normy přistoupila instituční a později i vědeckovýzkumná forma. Zajišťovat a plnit úkoly spojené s těmito formami připadlo obnovené Matici slovenské. V tomto období převládalo v jazykové praxi úsilí prosadit zásady matičního spisovného úzu. Zpočátku šlo o Czamblovu kodifikaci s úpravami J. Škultétyho ve 3. vydání Rukoväti (1919). V praxi však tato snaha již od začátku narážela na potíže. Moc ve státě si upevnili centralisticky orientovaní politici i veřejní činitelé, kteří se snažili uvést do života ideologii čechoslovakismu. Jazyková otázka, zejména v souvislosti s neujasněným poměrem češtiny a slovenštiny, se v ČSR vyhrotila vnucováním ideje o jednotném československém národě s jedinou řečí ve dvou spisovných formách. Obavy ze zneužití jazykové otázky byly v tehdejších politických kruzích o to větší, že na Slovensku se současně aktivizovalo politicky organizované autonomistické hnutí. Jazykovou situaci komplikovala i skutečnost, že po příchodu většího počtu českých pracovníků z různých oborů a učitelů na Slovensko neúměrně vzrůstal vliv češtiny na spisovnou slovenštinu, jejíž norma i kodifikace byla rozkolísaná. V jazykové praxi nastala nejistota a v kodifikaci dvojkolejnost (tzv. kodifikační paralelismus).
Začátky dvojkolejnosti v kodifikaci spisovné slovenštiny po první světové válce lze pozorovat již v prvním desetiletí existence ČSR. Kromě 3. vydání Czamblovy Rukoväti (1919) s úpravou J. Škultétyho, která v podstatě reprezentovala matiční spisovný úzus, byla oficiálně jako učebnice schválená i gramatika J. Damborského Krátka mluvnica slovenská so zvláštnym zreteľom na pravopis (1927). Tato příručka při historickém pohledu na jevy vycházela z výkladů o vývoji češtiny v pracích J. Gebauera a při kodifikaci se opírala o starší Czamblovu kodifikaci, tzn. bez úprav J. Škultétyho (kodifikovaly se formy typu vidieť, mleť, konec, berem, bereš atd.).
Výraznější paralelismus v zavádění kodifikace spisovné slovenštiny do praxe vznikl po vydání Pravidiel slovenského pravopisu roku 1931. I tato první příručka slovenského pravopisu rámcově vycházela ze starší varianty Czamblovy kodifikace, ale příklon k češtině, respektive k bohemismům, které v daném období pronikaly do slovenštiny, je v ní větší, systematičtější. Při kodifikaci se zpravidla dávala přednost jevům společným češtině a slovenštině (vedeť, mleť, bereš), někdy se kodifikovalo české znění (mučedlík, tlumiť, ohrožený) nebo se připouštělo slovenské i české znění (například prášok : prášek, lakeť: loket, rakyta : rokyta, sloboda : svoboda a podobně). V lexice se kromě domácí slovní zásoby někdy prosazovala jen česká slova (mluviť, nabídka, proťajší, zedník) nebo česká a slovenská slova vedle sebe (typ kozel: cap). V některých případech se českými slovy nahrazovaly hungarismy a germanismy (například místo fľaša, faloš, kefa má být láhva, klam, kartáč).
O Pravidlech, o jejich kodifikaci a cílech se rozproudila diskuse. Námitky vznikly i v části české inteligence. Na Slovensku větší část inteligence vydání Pravidel chápala jako čin namířený proti svébytnosti slovenského národa a dovolávala se nápravy. Roku 1932 vznikl časopis Slovenská reč, který se stal orgánem Matice slovenskej. Program činnosti redakce byl formulován jako péče o zachování osobitosti spisovné slovenštiny. Podle něj je v hláskosloví a tvarosloví se třeba držet matičního spisovného úzu, v syntaxi a frazeologii má být vzorem lidová řeč a jazyk v dílech významných spisovatelů, slovník se má budovat z domácího fondu a slovům českého a germánského původu je třeba se podle možností vyhýbat.. Pro jazykovou praxi to znamenalo dodržovat pravopis podle martinského spisovného úzu (prášok, lakeť, rakyta, vidieť, mlieť, koniec, beriem, berieš atd.). ). V lexice se měla používat slova zaužívaná ve slovenštině a zavádět slova z nářečí nebo z děl dobrých spisovatelů. Avšak v tomto bodě plnění programu narazilo na obtíže, které vyplývaly z teoretické a výzkumné nepřipravenosti řešit lexikologické otázky spisovného jazyka. Četné články v Slovenskej reči v jejích nejstarších ročnících prozrazují, že tento nedostatek nahrazovaly zásady puristické praxe. Často se nedoporučovala slova ve slovenštině již dříve zažitá a za „nedoporučená“ slova (za česká nebo německá, ale dokonce i domácí) se někdy nahrazovala méně známá nářečová slova, respektive exkluzivní regionalismy. Osudy doporučených i nedoporučených slov byly rozličné. Z doporučených slov ve spisovné lexice natrvalo zůstala především slova, která již dříve měla pevné místo ve spisovné slovní zásobě (například hovoriť, reč, oznámiť, úroda, šošovica, vidiek, cintorín za mluviť, mluva, sdeliť, skľúdzeň, čočka, vonkov, hrobitov ). Některá nedoporučená slova zůstala synonymy doporučených slov (například rôzný : rozličný, niečo : dačo, mzda : pláca), jiné se pociťují jako hovorové nebo knižní (spústa, započať a jiné). Několik nedoporučených slova zaniklo (například nabídka, otázať sa, válka, ložnica, dnes ponuka, opýtať sa, vojna, spálňa).
Ve druhé polovině období matičního spisovného úzu přibyla k možnostem regulování a ustalování kodifikace spisovné slovenštiny vědeckovýzkumná forma. Práce se soustředila v jazykovědném oboru Matice slovenské. Cílem bylo přezkoumání možnosti pravopisné reformy, příprava nové pravopisné příručky a reprezentativního slovníku spisovné slovenštiny. Z úvah o pravopisné reformě pozornost veřejnosti upoutal návrh vrátit se ke štúrovskému pravopisu, tzn. bez ypsilonu s označováním měkkosti ď, ť, ň, ľ. V nových Pravidlách slovenského pravopisu (1940) se však návrh nerealizoval. Tato Pravidla v zásadě kodifikovala matiční spisovný úzus s menší revizí starších puristických zásahů do spisovné lexiky. Realizovaly se i práce na slovníku spisovné slovenštiny, ale kvůli válečným a poválečným událostem vyšel jen jeden svazek.